# いすゞ自動車四国
いすゞ自動車四国株式会社（いすずじどうしゃしこく、略称：いすゞ四国）は、かつて存在したいすゞ自動車系列の販売会社。愛媛県松山市に本社を置き、愛媛、高知、徳島の各運輸支局の管轄区域を販売エリアとしていた。
いすゞネットワーク（現・いすゞ自動車販売）の100%子会社であった。

## 沿革
- 1946年（昭和21年）- 前身の四国いすゞ自動車株式会社・松山営業所が開設。愛媛県が販売エリア。
- 1960年（昭和35年）10月 - 四国いすゞ自動車株式会社から分離独立し、愛媛いすゞ自動車株式会社を設立。
- 2000年（平成12年）
  - 3月 -
    - 高知いすゞ自動車より営業譲渡を受け、高知県も販売エリアとなる。
    - 徳島いすゞ自動車を吸収合併し、徳島県も販売エリアとなる。
    - 商号をいすゞ自動車四国株式会社に変更。
- 2007年（平成19年）2月 - いすゞネットワークの完全子会社となる。
- 2008年（平成20年）10月 - 当社のマリンエンジンの販売権をいすゞマリン製造へ移管。
- 2010年（平成22年）10月1日 - いすゞ自動車中国株式会社へ吸収合併され解散。いすゞ自動車中国はいすゞ自動車中国四国株式会社となる。

## 事業所所在地
※2010年9月30日時点のデータである。
- 本社 - 愛媛県松山市土居町
  - 営業企画部
  - サービス部品企画部
- 愛媛支社 - 愛媛県松山市土居町
  - 愛媛支店 - 愛媛県松山市土居町
    - 営業部
    - 部品課
    - 宇和島出張所 - 愛媛県宇和島市丸ノ内

  - 東予支店 - 愛媛県新居浜市多喜浜
- 徳島支社 - 徳島県徳島市中吉野
  - 徳島支店
    - 営業部
    - 部品課
- 高知支店 - 高知県高知市南ノ丸町
  - 営業部
- 千葉支社（産業エンジン事業）- 千葉県千葉市稲毛区六方町
  - 千葉センター - 千葉県千葉市稲毛区六方町
  - 名古屋センター - 愛知県大府市若草町
- 松山サービスセンター - 愛媛県松山市土居町
- 東予サービスセンター - 愛媛県新居浜市多喜浜
- 徳島サービスセンター - 徳島県徳島市中吉野
- 松茂サービスセンター - 徳島県板野郡松茂町笹木野字八北開拓
- 高知サービスセンター - 高知県高知市南ノ丸町
- 川内中古車センター - 徳島県徳島市川内町沖島